# Gulouzi
Gulouzi (kinesiska: 古楼子, 古楼子乡) är en socken i Kina. Den ligger i provinsen Liaoning, i den nordöstra delen av landet, omkring 200 kilometer sydost om provinshuvudstaden Shenyang. Antalet invånare är 8095. Befolkningen består av 3 994 kvinnor och 4 101 män. Barn under 15 år utgör 13,0 %, vuxna 15-64 år 75 %, och äldre över 65 år 10,0 %.
Genomsnittlig årsnederbörd är 1 486 millimeter. Den regnigaste månaden är juli, med i genomsnitt 585 mm nederbörd, och den torraste är januari, med 12 mm nederbörd.